# 41°
«41 °»  (« Сорок перший градус ») — авангардна група футуристів, яку утворили в Тифлісі на початку 1918 року поети Олексій Кручоних, Ілля Зданевич, художник Кирило Зданевич і театральний діяч Ігор Терентьєв . Група проіснувала до 1920 року, після чого розпалася, але книги її колишніх учасників продовжували виходити під колишньою видавничою маркою 41 ° .

## Створення групи
Восени 1917 року в Тифлісі футуристи — О. Кручоних, брати К. та І.Зданевичі, Н.Чернявський, В.Гудіашвілі, К. Дарвиш, С. Валишевський створили групу «Синдикат футуристів». Вона організувала широку пропагандистську діяльність, публічні лекції та диспути, енергійну видавничу роботу, але проіснувала лише кілька місяців. На початку 1918 року з «Синдикату футуристів» виділилася група «41 °», ядром якої стали Кручоних, І. Зданевич та Ігор Терентьєв, який приєднався до них пізніше .

## Діяльність і розпад групи
Учасники «41 °» назвали себе представниками лівобережного футуризму, тобто це була група футуристів-зарозумників. Нова група не торкалася суспільно-політичних питань і відмовилася від характерної для кубофутуристів зухвалої зовнішньої поведінки, зосередивши всі свої зусилля на літературному епатажі: вірші А. Кручених, заумні п'єси («дра») І. Зданевича, теоретичні й поетичні книги І. Терентьєва. О. Кручених, І. Терентьєв та І. Зданевич називали себе Іронічний дует трьох ідіотів. 1919 року виходить єдиний номер газети названої «41 °», в якому вони опублікували маніфест групи. Учасники групи активно публікувалися, влаштовували вечори, зустрічі, дискусії, читали лекції, в одному з артистичних підвалів Тифліса, званому «Фантастичний кабачок». У жовтні 1920 з від'їздом І. Зданевича відбувається розпад групи.

## Маніфест
Маніфест групи був опублікований 1919 року в першому і єдиному номері газети «41 °». Його підписали І.Зданевич, О.Кручоних, І.Терентьєв та Н.Чернявський. Цей маніфест свідчив: 

Компанія 41 ° об'єднує лівобережний футуризм і стверджує заумь, як обов'язкову форму втілення мистецтва. 

Завдання 41 ° — використовувати всі великі відкриття співробітників і надягнути світ на нову вісь. 

Газета буде пристанню подій з життя компанії та причиною постійних занепокоєнь.

Засукуємо рукави. 